# 먀워디

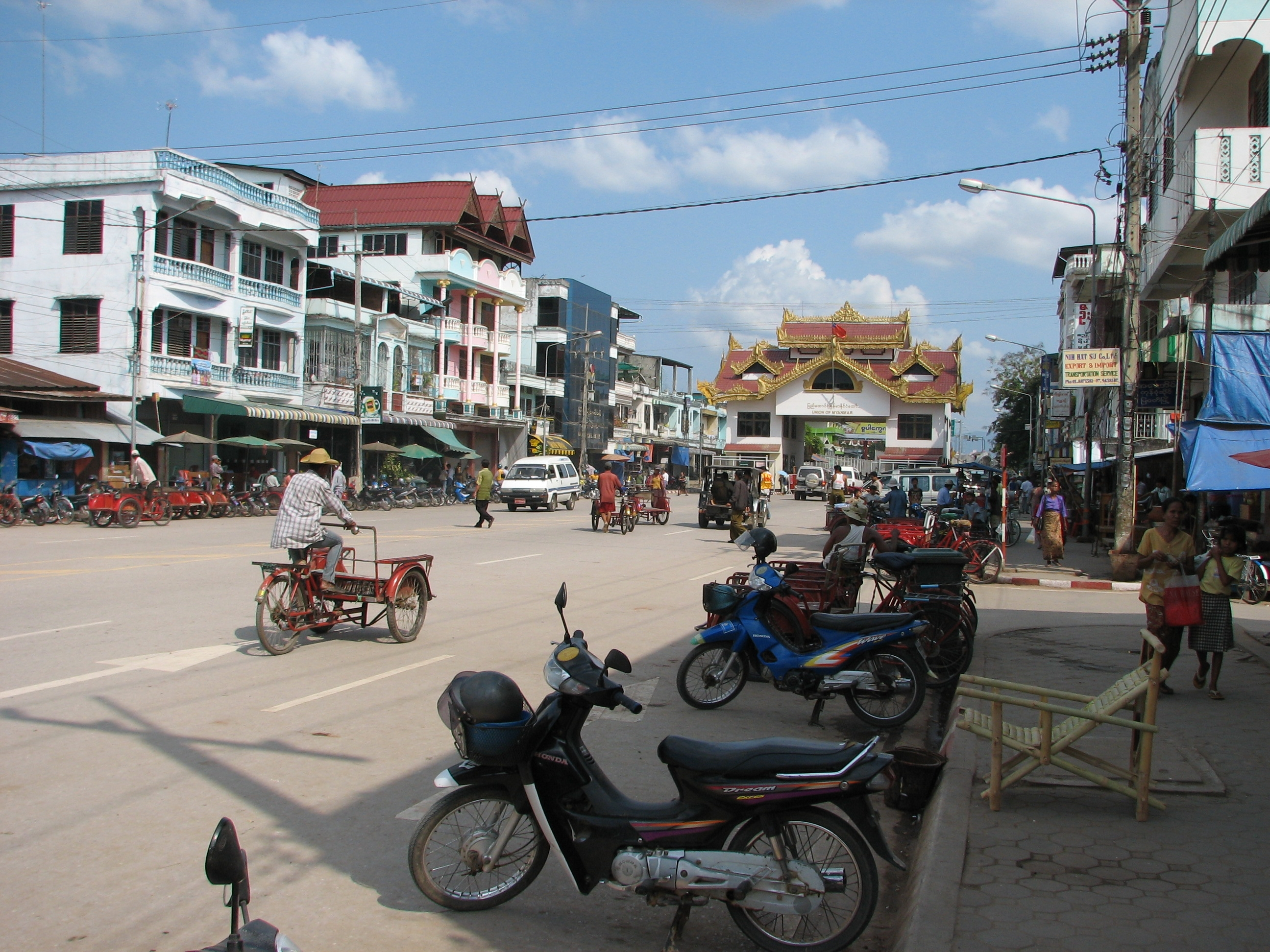
먀워디

먀워디(버마어: မြဝတီ 먀워디)는 미얀마 꺼인주의 도시로 인구는 195,624명(2014년 기준)이다. 타이 국경과 가까운 편이다.